# India
India, oficial Republica India, este o țară din sudul Asiei. India se află pe locul 7 în ierarhia țărilor după suprafață, pe locul unu după numărul locuitorilor și este statul democratic cu cei mai mulți locuitori. India are o zonă de coastă cu o lungime de 7000 de km și granițe cu Pakistan[notă] la vest, Nepal, Republica Populară Chineză și Bhutan la nord-est, și Bangladesh și Myanmar la est. În Oceanul Indian, ea este adiacentă cu țările insulare Sri Lanka, Maldive și Indonezia.
Cămin al civilizației văii Indului, centrul a importante drumuri comerciale și vaste imperii, India a jucat un rol major în istoria umanității. Religii precum Hinduismul, Sikhismul, Budismul și Jainismul își au originea în India, în timp ce Islamul și Creștinismul se bucură de o bogată tradiție aici. Colonizată ca parte a Imperiului Britanic în secolul nouăsprezece, India și-a câștigat independența în 1947 ca națiune unificată după un efort susținut depus în această direcție. Atât populația țării, cât și flora și fauna, aspectul geografic și sistemul climatic sunt printre cele mai diversificate din întreaga lume. De asemenea India este țara de origine a piperului.

## Etimologie
Numele India derivă de la cuvântul Ind, care la rândul lui derivă de la cuvântul persan Indù, din cel sanscrit Sindhu, sau de la numele istoric local pentru râul Ind. Grecii antici se refereau la indieni cu termenul Indoi (Ινδοί), poporul Indului. În constituția indiană, precum și în uzul limbilor indiene, pentru India se utilizează cuvântul Bharat. Industan, care în persană înseamnă „țara indușilor”, din punct de vedere istoric se referă la nordul Indiei și (până în 1947) la Pakistan, dar este de asemenea utilizat ca sinonim pentru întreaga țară.

## Istorie

### India antică
Acum circa 55.000 de ani, primii oameni moderni, sau Homo sapiens, sosiseră pe subcontinentul indian din Africa, unde evoluaseră anterior. Cele mai vechi rămășițe umane cunoscute din Asia de Sud datează de circa 30.000 de ani. După 6500 î.e.n., au apărut urme ale domesticirii animalelor, cultivării plantelor pentru hrană, construcției de structuri permanente și stocării surplusului agricol în Mehrgarh⁠(d) și în alte situri din ceea ce astăzi este Balochistan. Acestea s-au dezvoltat treptat în Civilizația Văii Indului, prima cultură urbană din Asia de Sud, care a înflorit între 2500–1900 î.e.n. în vestul Indiei și în Pakistanul de astăzi. Centrată în jurul unor orașe ca Mohenjo-daro, Harappa, Dholavira⁠(d), și Kalibangan⁠(d), și bazându-se pe diferite forme de subzistență, civilizația s-a angajat puternic în practica meșteșugurilor și comerțului pe scară largă.
În perioada 2000–500 î.e.n., mai multe regiuni ale subcontinentului au făcut tranziția de la culturi calcolitice la Epoca Fierului. Vedele, cele mai vechi scripturi asociate cu hinduismul, au fost compuse în această perioadă, iar istoricii care le-au analizat au concluzionat că a existat o cultură vedică⁠(d) în regiunea Punjab⁠(d) și în Câmpia Gangetică⁠(d) superioară. Majoritatea istoricilor consideră și că această perioadă ar fi cuprins mai multe valuri de migrație indo-ariană⁠(d) în subcontinent dinspre nord-vest. În această perioadă a apărut sistemul castelor, care a creat o ierarhie de preoți, războinici, și țărani liberi, dar care excludea popoarele indigene etichetându-le ocupațiile drept „impure”. Pe Platoul Deccan, dovezile arheologice din această perioadă sugerează existența unei etape de organizare tribală. În sudul Indiei⁠(d), o progresie spre viața sedentară este indicată de numărul mare de monumente megalitice datând din această perioadă, precum și de urmele de agricultură, bazine de irigație și tradiții meșteșugărești din zonă.
Spre sfârșitul perioadei vedice⁠(d), prin secolul al VI-lea î.e.n., micile state și uniuni de triburi din Câmpia Gangelui și din regiunile nord-vestice se consolidaseră în 16 mari oligarhii și monarhii cunoscute drept mahajanapadele⁠(d). Urbanizarea emergentă a dat naștere unor mișcări religioase non-vedice, dintre care două au devenit religii independente. Jainismul a ieșit în prim plan în timpul vieții exemplarului său, Mahavira. Budismul, bazat pe învățăturile lui Gautama Buddha, a atras adepți din toate clasele sociale cu excepția celei de mijloc; cronica vieții lui Buddha a jucat un rol central în începuturile istoriei scrise a Indiei. Într-o epocă de avuție urbană crescândă, ambele religii aveau ca ideal renunțarea la avere⁠(d), și ambele au stabilit îndelungate tradiții monastice. Pe plan politic, până la sfârșitul secolului al III-lea î.e.n., regatul Magadha anexase sau redusese alte state și s-a transformat în Imperiul Mauryan. Se credea odinioară că acest imperiu ar fi controlat mare parte a  subcontinentului cu excepția sudului extrem, dar astăzi se crede că regiunile sale centrale erau despărțite între ele de întinse zone autonome. Regii Mauryeni sunt cunoscuți atât pentru construcția imperiului și managementul hotărât al vieții publice, cât și pentru renunțarea de către Ashoka la militarism și pentru susținerea izolată a  dhammei budiste.
Literatura Sangam⁠(d) a limbii tamile dezvăluie că, între 200 î.e.n. și 200 e.n., sudul peninsulei era guvernat de Chera, Chola⁠(d), și Pandya⁠(d), dinastii care făceau comerț pe scară largă cu Imperiul Roman⁠(d) și cu Asia de Vest și de Sud-Est. În nordul Indiei, hinduismul afirma controlul patriarhal asupra familiei, ceea ce a dus la o subordonare din ce în ce mai mare a femeilor. Până în secolele al IV-lea și al V-lea, Imperiul Gupta formase un sistem complex de administrație și impozitare în larga Câmpie Gangetică; acest sistem a devenit un model pentru regatele indiene ulterioare. Sub Gupta, a început să se afirme un hinduism inovat, bazat pe devotament, și nu pe ritual. Această înnoire s-a reflectat într-o înflorire a sculpturii⁠(d) și arhitecturii⁠(d), care a găsit sprijin financiar în rândul unei elite urbane. Literatura sanscrită clasică a înflorit și ea, și știința⁠(d), astronomia⁠(d), medicina, și matematica indiene⁠(d) au făcut importante progrese.

### India medievală
Evul mediu timpuriu indian, din 600 până în 1200, este caracterizat prin regate regionale și diversitate culturală. Când Harsha⁠(d) din Kannauj⁠(d), care domina mare parte din Câmpia Indo-Gangetică între 606 și 647 e.n., încerca să se extindă spre sud, era înfrânt de domnitorul Chalukya⁠(d) al Deccanului. Când succesorul lui a încercat să se extindă înspre est, a fost învins de regele Pala⁠(d) al Bengalului. Când conducătorii Chalukya încercau să se extindă spre sud, ei erau învinși de  Pallava⁠(d), care la rândul lor erau opriți de Pandya⁠(d) și de Chola⁠(d) de și mai din sud. Niciun conducător din această perioadă nu a putut să-și formeze un imperiu și deci să controleze teritorii din afara fiefului său. În această perioadă, popoarele pastorale, al căror pământ fusese defrișat pentru a face loc economiei din ce în ce mai agrare, au fost primite în cadrul societății castelor, ca și clasele conducătoare netradiționale. Sistemul castelor a început astfel să prezinte variații regionale.
În secolele al VI-lea și al VII-lea, primele imnuri devoționale⁠(d) au fost compuse în limba tamilă. Ele au fost imitate în toată India și au condus atât la o resurgență a hiduismului, cât și la dezvoltarea tuturor limbilor moderne de pe subcontinent⁠(d). Regalitatea indiană, mică și mare, și templele ridicate de aceasta, au atras cetățeni în număr mare spre capitale, care au devenit și centre economice. Orașele cu temple de diferite mărimi au început să apară peste tot, India trecând printr-o nouă urbanizare. În secolele al VIII-lea și al IX-lea, efectele se simțeau în toată Asia de Sud-Est, cultura și sistemele politice sud-indiene fiind exportate în teritoriile care astăzi reprezintă Myanmar, Thailanda, Laos, Cambodgia, Vietnam, Filipine, Malaysia, și Java. Negustorii, cărturarii și, uneori, armatele din India au avut un rol important în această transmitere; asiaticii sud-estici au luat și ei inițiativa, mulți petrecând timp în seminariile indiene și traducând texte budiste și hinduse în limbile lor.
După secolul al X-lea, clanurile nomade musulmane din Asia Centrală, folosindu-se de  călăreți rapizi⁠(d) și ridicând vaste armate unite prin etnie și religie, au pătruns repetat în câmpiile nord-vestice ale Asiei de Sud, și în cele din urmă au întemeiat Sultanatul musulman Delhi în 1206. Sultanatul avea să controleze mare parte din India de Nord și să facă multe incursiuni în cea sudică. Deși la început a perturbat elitele indiene, sultanatul a lăsat în mare parte numeroasa sa populație nemusulmană să-și practice propriile legi și obieceiuri. Respingând în mod repetat raidurile mongole din secolul al XIII-lea, sultanatul a salvat India de devastarea de care au avut parte Asia Centrală și de Vest, pregătind scena pentru secole de migrație a soldaților, învățaților, misticilor, negustorilor, artiștilor și meșteșugarilor din acea  regiune spre subcontinent, creând astfel o cultură sincretică indo-musulmană în nord. Raidurile sultanatului, care au slăbit regatele regionale din sudul Indiei, au pregătit drumul pentru Imperiul autohton Vijayanagara. Îmbrățișând o puternică tradiție shaivită și dezvoltând tehnologia militară a sultanatului, imperiul a ajuns să controleze mare parte din India peninsulară, și să influențeze societatea sud-indiană vreme îndelungată după aceea.

### India în epoca modernă timpurie
La începutul secolului al XVI-lea, nordul Indiei, pe atunci dominat de conducători musulmani, s-a înclinat din nou în fața mobilității și puterii de foc superioare a unei noi generații de războinici din Asia Centrală. Imperiul Mogul care a rezultat nu a destructurat societățile locale pe care a ajuns să le domine. În schimb, le-a echilibrat și le-a pacificat  prin noi practici administrative și cu o elită conducătoare diversă și cuprinzătoare, ceea ce a dus la o dominație mai sistematică, mai centralizată și mai uniformă. Trecând peste legăturile tribale și peste identitatea musulmană, mai ales sub domnia lui Akbar, Mogulii și-au unit teritoriile îndepărtate prin loialitate, exprimată printr-o cultură persanizată, față de un împărat cu statut aproape divin. Politicile economice ale statului mogul, care își obținea cele mai multe venituri din agricultură, politici conform cărora taxele trebuiau plătite într-o bine reglementată monedă de argint, au făcut ca țăranii și meșteșugarii să pătrundă pe piețe mai mari. Pacea relativă întreținută de imperiu în mare parte din secolul al XVII-lea a fost un factor al expansiunii economice a Indiei, care a avut ca urmare o creștere a finanțării picturii⁠(d), formelor literare, textilelor, și arhitecturii⁠(d). Grupuri sociale proaspăt devenite coerente în nordul și vestul Indiei, cum ar fi Maratha⁠(d),rajpuții, și Sikh⁠(d), au dezvoltat ambiții militare și politice în timpul dominației mogule, ambiții care, prin colaborare sau adversitate, le-au conferit atât recunoaștere cât și experiență militară. Expansiunea comerțului în timpul dominației mogule a dat naștere unor noi elite comerciale și politice indiene de-a lungul coastelor sudice și estice ale Indiei. Pe măsură ce imperiul se dezintegra, multe din aceste elite au reușit să-și urmărească și să-și controleze propriile afaceri.
La începutul secolului al XVIII-lea, când granițele între dominația politică și cea comercială erau din ce în ce mai estompate, mai multe companii comerciale europene, inclusiv Compania britanică a Indiilor Orientale, își stabiliseră avanposturi pe coaste. Controlul exercitate de Compania Indiilor Orientale asupra mărilor, resursele ei mai vaste, și pregătirea și tehnologia militare superioare au făcut ca ea să facă unele demonstrații de forță militară și să devină atrăgătoare pentru o parte a elitelor indiene; acești factori au fost cruciali în a permite companiei să dobândească controlul asupra regiunii Bengal până în 1765 și să ia prim-planul celorlalte companii europene. Accesul mai facil la bogățiile Bengalului și creșterea ulterioară a forței și mărimii armatei sale i-a permis să anexeze și să supună cea mai mare parte a Indiei până în deceniul anilor 1820. India nu mai exporta la acea vreme produse prelucrate, ca mai demult, ci doar alimenta Imperiul Britanic cu materii prime. Mulți istorici consideră aceasta ca punctul de început al perioadei coloniale a Indiei. În acest moment, cu forța economică puternic limitată de Parlamentul britanic și devenită practic o ramură a administrației britanice, compania a început să pătrundă cu mai multă atenție pe alte scene decât cea economică, cum ar fi educația, reforma socială și cultura.

### India modernă
Istoricii consideră că epoca modernă a Indiei a început cândva între 1848 și 1885. Numirea în 1848 a Lordului Dalhousie⁠(d) ca guvernator general al Companiei Indiilor Orientale a pregătit scena pentru schimbări esențiale pentru un stat modern. Între acestea s-au numărat consolidarea și demarcarea suveranității, supravegherea populației, și educația cetățenilor. Schimbările tehnologice—printre acestea, căile ferate, canalele, și telegraful—au fost introduse la scurt timp după introducerea lor în Europa. În aceeași perioadă au crescut însă și nemulțumirile față de companie, nemulțumiri ce au declanșat Răscoala Indiană din 1857. Alimentată de diverse resentimente și percepții, între care reformele sociale invazive în stil britanic, taxe funciare ridicate și tratamentul sumar aplicat unor prinți și latifundiari bogați, răscoala a cuprins multe regiuni din nordul și centrul Indiei și a zdruncinat temeliile dominației Companiei. Deși răscoala a fost înăbușită până în 1858, ea a condus la dizolvarea Companiei Indiilor Orientale și la administrarea directă a Indiei de către guvernul britanic. Proclamând un stat unitar și un sistem parlamentar în stil britanic gradual dar limitat, noi conducători i-au protejat și pe prinți și pe moșieri ca garant feudal împotriva viitoarelor frământări. În deceniile ce au urmat, s-a dezvoltat treptat o viață publică în toată India, ceea ce a dus în cele din urmă la fondarea Congresului Național Indian în 1885.
Dezvoltarea rapidă a tehnologiei și comercializarea agriculturii în a doua jumătate a secolului al XIX-lea au fost marcate de probleme economice și mulți mici fermieri au ajuns să depindă de capriciile unor piețe îndepărtate. A existat o creștere a numărului de foamete⁠(d), și, în ciuda faptului că riscurile dezvoltării infrastructurii au fost asumate de contribuabilii indieni, pentru indieni s-au generat puține locuri de muncă în industrie. Au existat și efecte benefice: culturile agricole comerciale, mai ales în Punjabul unde se construiseră numeroase canale, a condus la o creștere a producției de alimente și pentru consumul intern. Rețeaua feroviară a ajutat la înlăturarea efectelor foametei, și a redus mult costurile transportului mărfurilor, și a ajutat și la începuturile industriei cu patronat indian.
După Primul Război Mondial, în care au luptat circa un milion de indieni⁠(d), a început o nouă perioadă. Aceasta a fost marcată de reformele britanice⁠(d) dar și de o legislație represivă⁠(d), de cereri mai stridente pentru autonomie din partea indienilor, și de începuturile unei mișcări nonviolente de necooperare, al cărei lider și simbol a devenit Mohandas Karamchand Gandhi. În anii 1930, britanicii au inițiat niște lente reforme legislative; Congresul Național Indian a obținut victorii în alegerile ce au urmat. Următorul deceniu a fost inundat cu crize: participarea indiană la al Doilea Război Mondial⁠(d), ultimele îndemnuri ale Congresului la necooperare, și un apogeu al naționalismului musulman. Toate au culminat cu independența obținută în 1947, dar au fost temperate de divizarea Indiei în două state: India și Pakistan.
Vital pentru imaginea de sine a Indiei ca națiune independentă a fost constituția sa, definitivată în 1950, care a instituit o republică seculară și democratică. Țara a rămas o democrație cu drepturi cetățenești, cu o Curte Supremă activă și cu o presă în cea mai mare parte independentă. Liberalizarea economică, începută în anii 1990, a creat o mare clasă mijlocie urbană, a transformat India în una din economiile cu cea mai mare creștere din lume⁠(d), și i-a crescut influența geopolitică. Filmele, muzica și învățăturile spirituale indiene sunt din ce în ce mai prezente în cultura globală. India este însă modelată și de sărăcia ce nu pare să dea înapoi, atât în mediul rural cât și în cel urban; de violențe religioase⁠(d) și de castă⁠(d); de insurgențele naxalite de inspirație maoistă⁠(d); și de separatismul din Jammu și Kashmir⁠(d) și în nord-esul Indiei⁠(d). Are dispute teritoriale nerezolvate cu China⁠(d) și cu Pakistan⁠(d). Libertățile democratice susținute ale Indiei sunt unice în rândul națiunilor mai noi din lume; totuși, în ciuda succeselor sale economice recente, libertatea de nevoi pentru populația dezavantajată rămâne un obiectiv neîndeplinit.

## Geografie

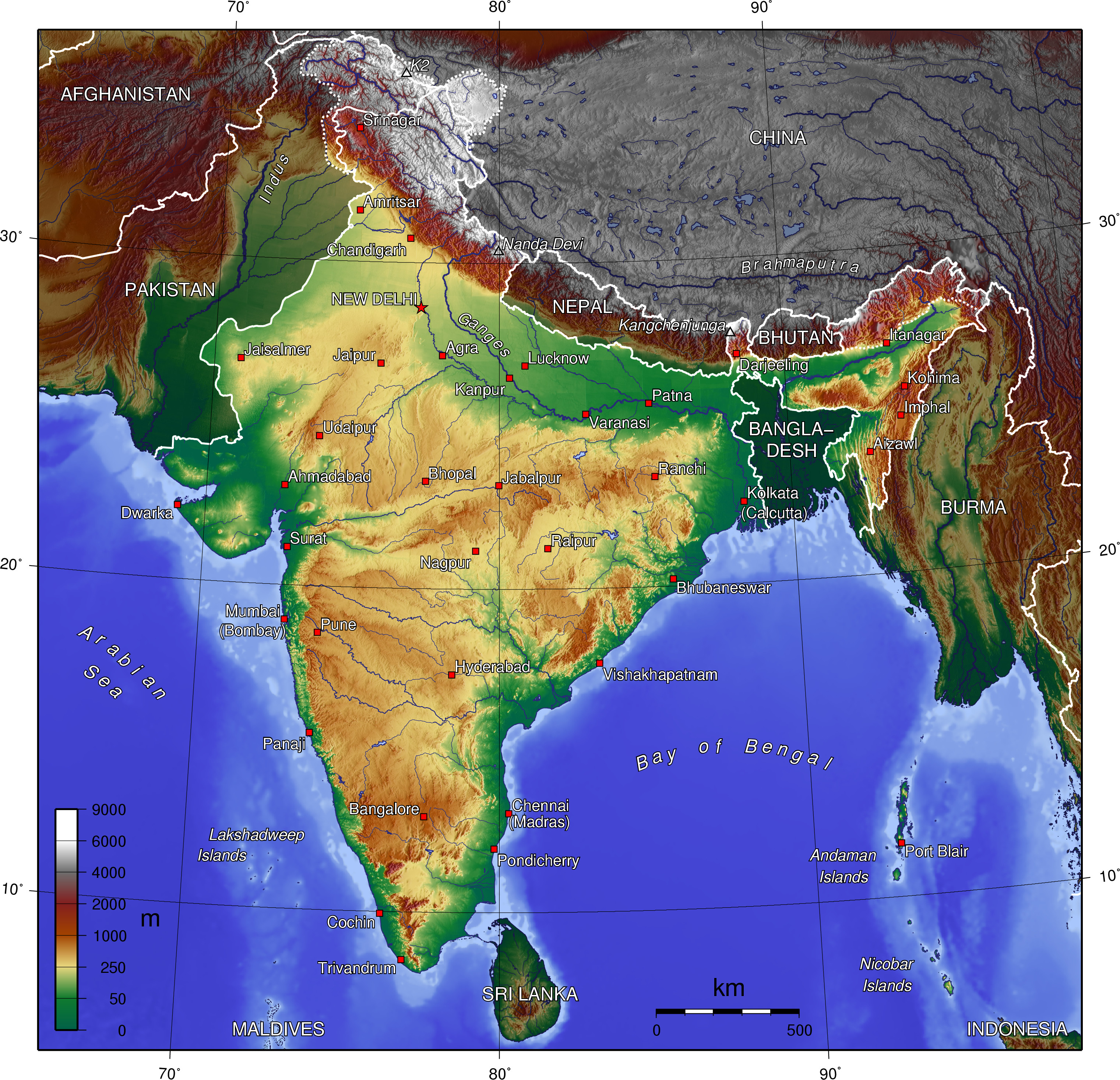
Harta topografică a Indiei

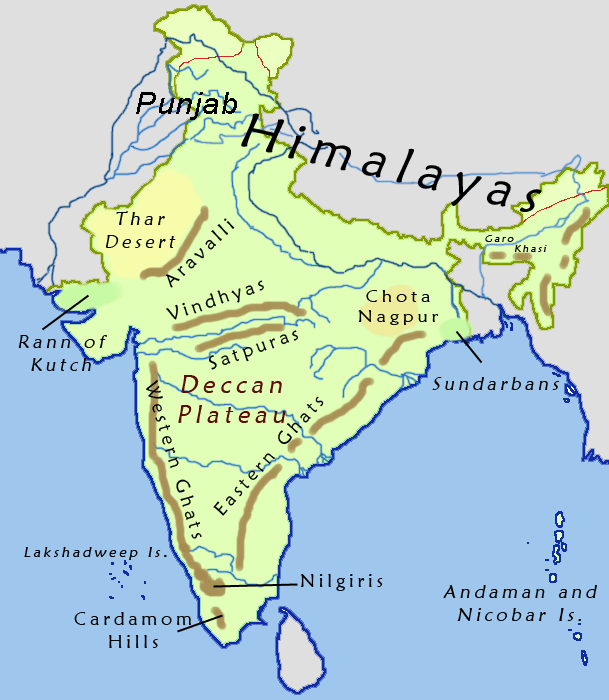
Relieful Indiei

Relief: India peninsulară este formată dintr-un podiș vechi, Podișul Dekkan, care este semideșert și mărginit de Gații de Vest și Gații de Est, sub 2.000 de metri (aceștia având aspectul de munți). Un alt podiș important este Podișul Thar (deșert). Tot în India se află Munții Himalaya peste (8000 de metri).
Câmpii: Câmpia Indo-Gangetică.
India continentală se situează sub sistemul himalayan.

### Clima
Este predominant tropical-musonică.Configurația geografica și geologica unica a Indiei îi influențează puternic climatul; acest lucru se manifestă în mare parte în regiunea himalayana în nord și în deșertul Thar în nord-vest. Astfel clima Indiei este o alternanță de ierni reci și uscate (octombrie-martie), veri toride și uscate (aprilie-iunie) și anotimpuri musonice, cu ploi torențiale. Iarna temperaturile scad în multe zone către zero grade, în partea de sud vremea fiind mai blândă. Vara se pot înregistra până la 49 °C; în sud nu este chiar așa de cald. Perioada toridă se încheie odată cu începutul anotimpului musonic, ploios, în luna iunie.

### Hidrografia
Cuprinde sistemul Brahmaputra-Gange.
Rețeaua hidrografică este influențată de cele trei mari unități de relief și climă. Principalele fluvii sunt Gange și afluentul său, Brahmaputra. Ambele cu izvoarele în Himalaya, se varsă în Golful Bengal printr-o imensă deltă comună. Au debite bogate, sunt navigabile și favorizează irigațiile. Râurile din Podișul Dekkan sunt mai scurte (cel mai lung fiind Godavari care nu depășește 1500 km) și au debite variabile.

## Biodiversitatea
India se află în ecozona Indomalaya și conține trei centre de biodiversitate. Una dintre cele doar 17 țări megadiverse din lume, ea este casa a 8.6% din totalul speciilor de mamifere, 13.7% din toate speciile de păsări, 7.9% din toate speciile de reptile, 6% din toate speciile de amfibieni, 12.2% dintre toate speciile de pești, și 6% toate speciile de plante cu flori din lume. Gradul de endemism este ridicat în rândul plantelor, 33%, și între ecoregiunile cum ar fi pădurile Shola⁠(d). Habitatul lor se întinde de la pădurile tropicale din Insulele Andaman, Munții Ghats de Vest, și India de Nord-Est până la pădurile de conifere din Himalaya. Între aceste extreme se află pădurile de foioase  (Shorea robusta⁠(d)) din zonele umede din estul Indiei; pădurile de foioase (tec) din zonele uscate din centru și sud; și pădurile de xerofite dominate de arbori de gumă arabică⁠(d) din Deccanul central și din Câmpia Gangetică de Vest. Mai puțin de 12% din suprafața Indiei este formată din junglă deasă. Planta medicinală Neem⁠(d), de folosită pentru fabricarea de leacuri în zonele rurale, este un arbore important în flora indiană. Luxuriantul smochin indian, care apare pe sigiliile civilizației Mohenjo-daro, i-a ținut, conform legendei, umbră lui Gautama Buddha în timp ce căuta iluminarea.
Multe specii indiene se trag din specii ale Gondwanei, continent din care placa Indian s-a separat acum circa 105 milioane de ani. Mișcările tectonice ulterioare ale Indiei peninsulare către continentul Laurasia și coliziunea sa cu acesta a declanșat un mare schimb de specii. Vulcanismul și schimbările climatice de acum 20 de milioane de ani au produs o extincție în masă. Mamiferele au pătruns atunci în India din Asia prin două trecători zoogeografice de cele două părți ale Munților Himalaya, aflați în plină înălțare. Astfel, deși 45,8% din reptile și 55,8% din amfibieni sunt specii endemice, același lucru este valabil doar pentru 12,6% din mamifere și 4,5% din păsări. Printre ele se numără maimuța-langur Nilgiri și broasca lui Beddome⁠(d) din Munți Ghats de Vest. India conține 172, sau 2,9%, dintre speciile amenințate cu dispariția clasificate de IUCN. Printre acestea se numără leul asiatic, tigrul bengalez, și vulturul pleșuv indian cu gât alb, care era să dispară din cauza consumului de cadavre de vite ce conțineau diclofenac.
Factorul uman aflat în expansiune în ultimele decenii a pus în pericol flora și fauna sălbatică din India. Pentru a contracara fenomentul, s-a extins sistemul de parcuri naționale și arii protejate, înființat în 1935. În 1972, India a adoptat Legea Protecției Plantelor și Animalelor Sălbatice și a întreprins Proiectul Tigrul pentru a proteja specii aflate în pericol; Legea Conservării Pădurilor a fost adoptată în 1980 și amendată în 1988. India găzduiește peste cinci sute de sanctuare pentru specii sălbatice și treisprezece rezervații ale biosferei, dintre care patru fac parte din Rețeaua Mondială de Rezervații ale Biosferei; douăzeci și cinci de zone mlăștinoase sunt înregistrate în cadrul convenției Ramsar.

## Politică și administrație
India este o federație compusă din 29 state federale și 7 teritorii federale. Toate statele, precum și teritoriile Puducherry și Teritoriul Național al Capitalei Delhi (National Capital Territory of Delhi) dispun de guverne și organe legislative alese, având drept model guvernul englez de la Westminster din Londra. Celelalte 5 teritorii federale sunt conduse de la centru prin intermediul unor administratori angajați.
În 1956 statele federale ale Indiei au fost reorganizate pe baza limbilor vorbite (conform legii States Reorganisation Act); de atunci structura lor a rămas aproape neschimbată.
Statele federale și teritoriile federale se subîmpart în districte administrative, care la rândul lor se subîmpart în unități numite tehsil, taluk sau taluka, și ele la rândul lor se împart în localități.
Conform Constituției, India este țară socialistă și stat laic.

### State federale
| 1. Andhra Pradesh 2. Arunachal Pradesh 3. Assam 4. Bihar 5. Chhattisgarh 6. Goa 7. Gujarat | 1. Haryana 2. Himachal Pradesh 3. Jharkhand 4. Karnataka 5. Kerala 6. Madhya Pradesh 7. Maharashtra | 1. Manipur 2. Meghalaya 3. Mizoram 4. Nagaland 5. Orissa 6. Punjab 7. Rajasthan | 1. Sikkim 2. Tamil Nadu 3. Telangana 4. Tripura 5. Uttar Pradesh 6. Uttarakhand 7. Bengalul de Vest |

### Teritorii federale
| 1. Insulele Andaman și Nicobar 2. Chandigarh 3. Dadra și Nagar Haveli și Daman și Diu 4. Jammu și Cașmir 5. Ladakh 6. Lakshadweep 7. Delhi 8. Puducherry (fost Pondicherry) |

## Economie

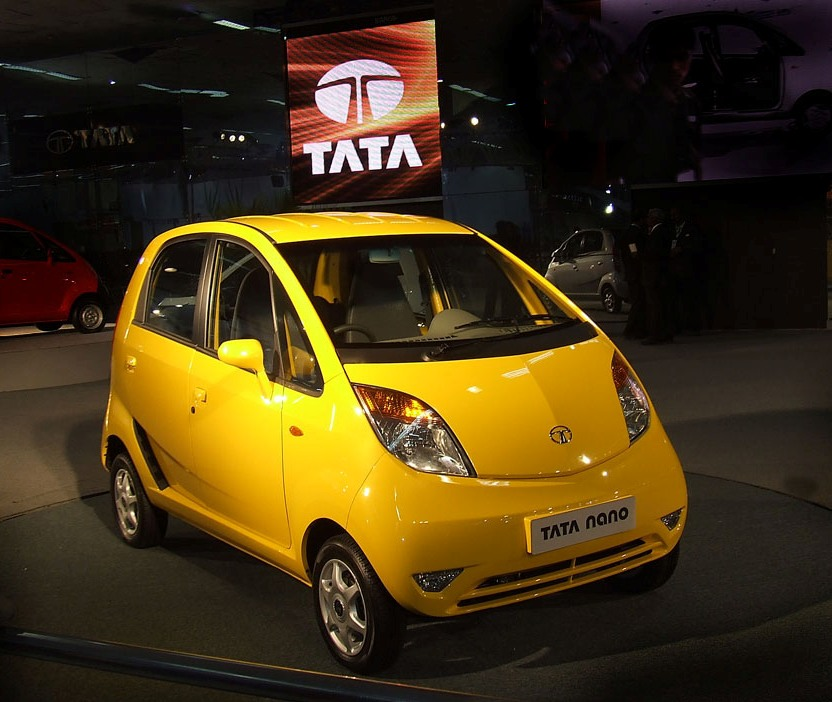
Tata Nano, cea mai faimoasă firmă constructoare de mașini din India, și una dintre cele mai faimoase din lume.

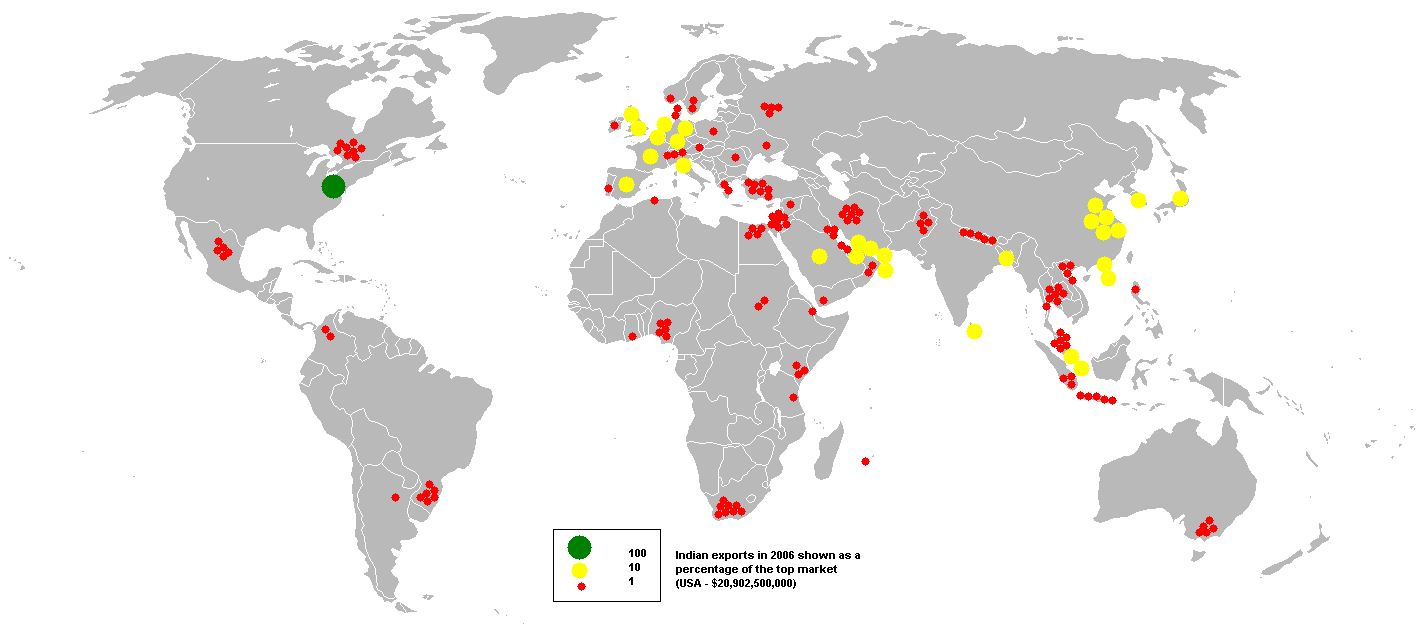
Exporturile Indiei în 2006.

Indicele de percepție a corupției, 2010.

Sectorul industrial este foarte diversificat și include atât industria grea, cât și fabricarea unor produse de înaltă tehnologie. Principala regiune industrială se află în est, cu zăcăminte de cărbuni, minereu de fier și centre siderurgice, centre industriale diverse; tot aici se află centrul industrial și urban Calcutta. Alte concentrări industriale sunt localizate la Mumbai, Bangalore, Madras, Delhi.
La nivel mondial, India este un important producător de cărbuni, minereu de fier, bauxită, diamante și sare. Este în creștere producția de petrol și gaze naturale. Industria prelucrătoare plasează India printre primele unsprezece țări ale lumii ca valoare a producției. Predomină încă ramurile tradiționale: textilă (îndeosebi prelucrarea bumbacului; locul 2 pe glob) și alimentară (este cel mai mare producător mondial de zahăr și unt). S-a afirmat puternic industria constructoare de mașini, care produce o gama variată: de la tractoare, locomotive și vapoare până la sateliți artificiali, India fiind una dintre puținele țări care au dezvoltat industria cosmică. India are și o puternică industrie cinematografică. Ocupă locul 2 pe glob în domeniu, după S.U.A., orașul Mumbai fiind supranumit „Hollywood-ul Indiei”.
Agricultura este de mare randament, fiind principala ocupație a populației. La unele produse agricole ocupă poziții foarte bune, cum ar fi vorba de grâu, orez și zahăr(locul 2 la fiecare pe glob), bumbac(locul 3), minereu de fier și soia(locul 5). În privința producției de ceai, ocupă 1 loc pe glob. Are, totodată, cel mai mare efectiv de bovine.
Însă, India se confruntă în drumul spre dezvoltare economică cu o rată a sărăciei mare și cu o corupție mare.

## Demografie
Populația este foarte mare, de cca 1.330.000.000 de locuitori, densitatea fiind mare (330 loc./km²).
Populația actuală a Indiei este formată din 2 mari grupe: în sud populații Dravidiene, iar în nord Indo-Europene(care au venit aici acum 3500 de ani).
La momentul actual, India se confruntă cu o gravă scădere a numărului de femei în comparație cu creșterea numărului de bărbați, datorită numărului crescând de avorturi de fetuși feminini. Din această cauză, mulți bărbați trăiesc in celibat, dezvoltându-se o rețea mare de trafic de fete străine.

### Limbile vorbite
Limbile predominante în India sunt indo-ariana (vorbită de aproximativ 74% din populație) și dravidiana (vorbită de aproximativ 24% din populație). Celelalte provin din familiile limbilor austroasiatice și sino-tibetane. India nu are însă o limbă națională. Hindi are cel mai mare număr vorbitori, ca urmare este limba oficială a guvernului. Engleza este folosită în domeniile businessului, ale administrației și are statutul de limbă oficială auxiliară, având un rol important în ceea ce privește educația, mai ales în cadrul studiilor superioare. Fiecare stat și regiune are una sau mai multe limbi oficiale, iar constituția recunoaște, în particular, 22 de limbi programate.

### Religia

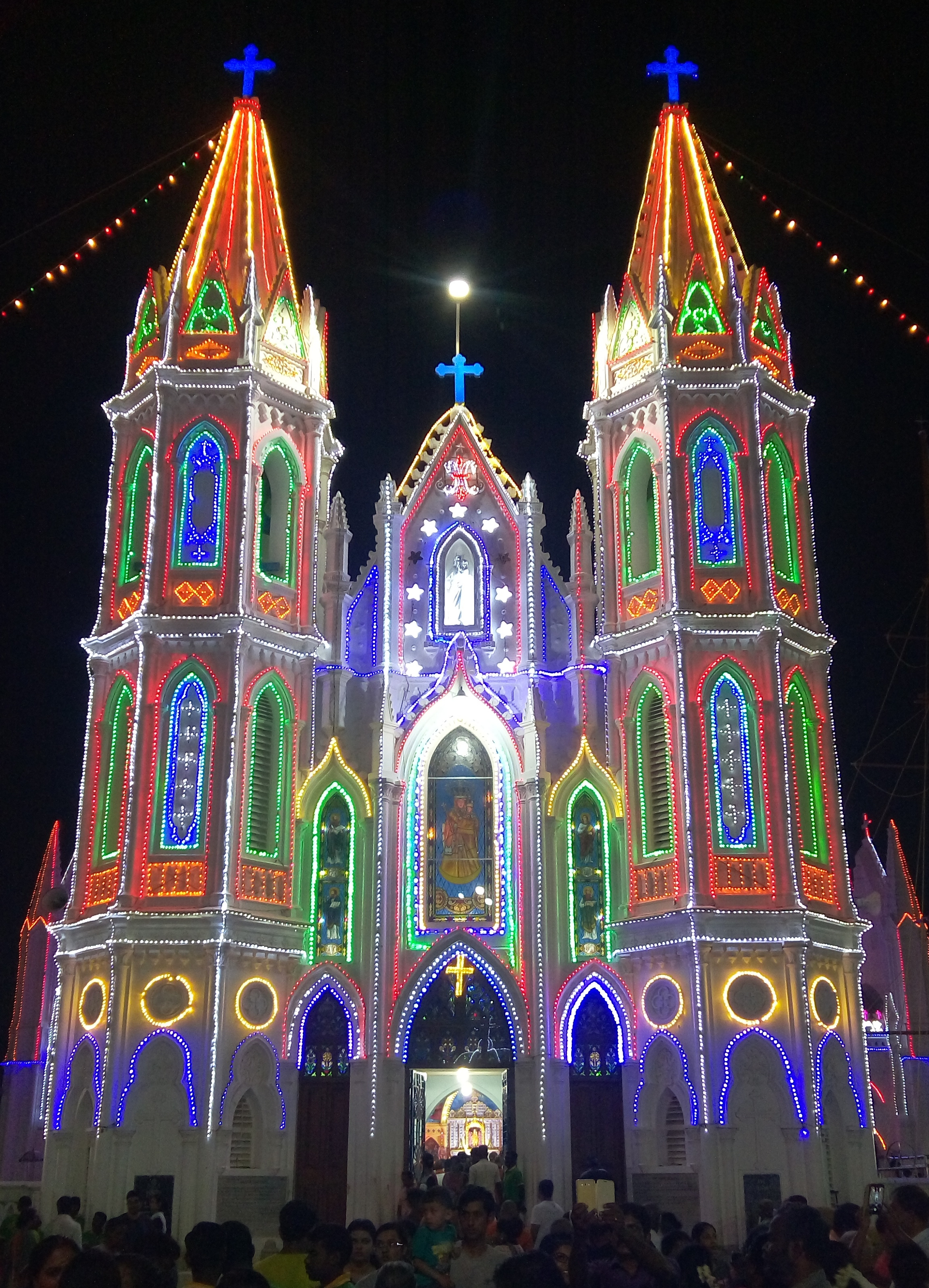
Bazilica Maicii Domnului din en

Conform datelor recensământului din anul 2011 religia cu cea mai mare pondere în India este hinduismul (79,80% din populație), urmat de islam (14,23%). Restul religiilor erau reprezentate de un procent mic din locuitorii statului: creștinism (2,30%), sikhism (1,72%), budism (0,70%), jainism (0,36%) și alte religii (0,9%). India are cea mai mare populație din lume de adepți ai Hindu, Sikh, Jain, Zoroastrian și Bahá'í. Este a treia în ceea ce privește populația musulmană, în același timp fiind cea mai mare țară non-musulmană cu un număr atât de mare de adepți ai acestei religii.

## Cultură

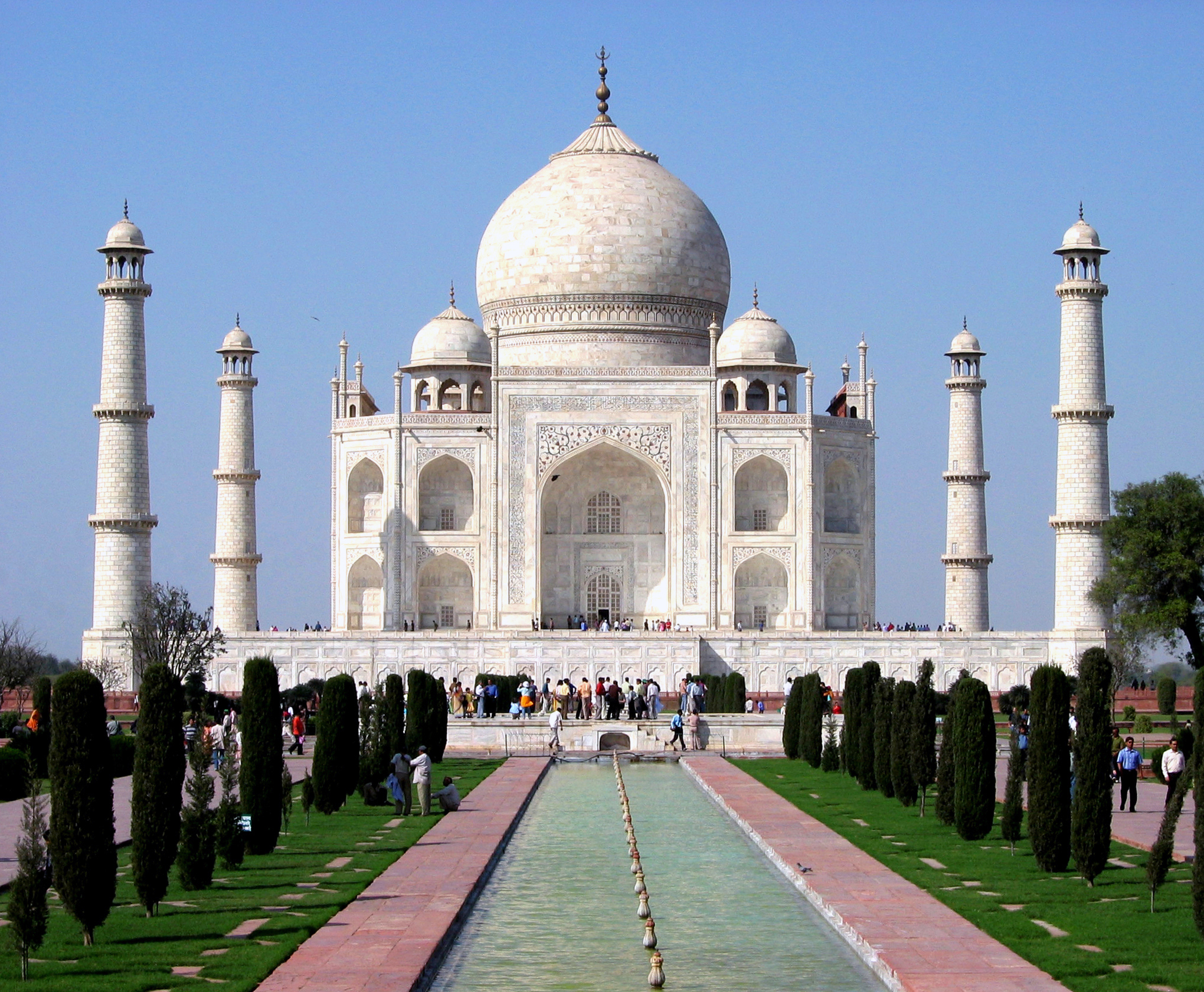
Taj Mahal, unul dintre simbolurile Indiei.

Istoria culturii Indiei cuprinde mai mult de 4,500 de ani.